# Fetinga
Roberto Xavier de Castro (Itapajé, CE, 16 de maio de 1890 — 30 de outubro de 1952) foi um compositor e violinista brasileiro, popularmente conhecido como Fetinga.
Ficou bastante conhecido no Ceará com as modinhas Julieta e Maria, compostas em parceria com o poeta Amadeu Xavier de Castro. Em 1926, obteve vitória judicial contra o cantor e compositor paulista Paraguassu pelo plágio de sua valsa A pequenina cruz do teu rosário, inicialmente um poema de Fernando Weyne intitulado Loucuras, escrito em 1897. Carlos Galhardo a gravou em 1947, tornando-a um clássico.